# Victor Huguet
Pour les articles homonymes, voir Huguet.
Victor-Pierre Huguet, né au Lude le 1er mai 1835 et mort à Paris le 16 aout 1902, est un peintre orientaliste français.

## Biographie

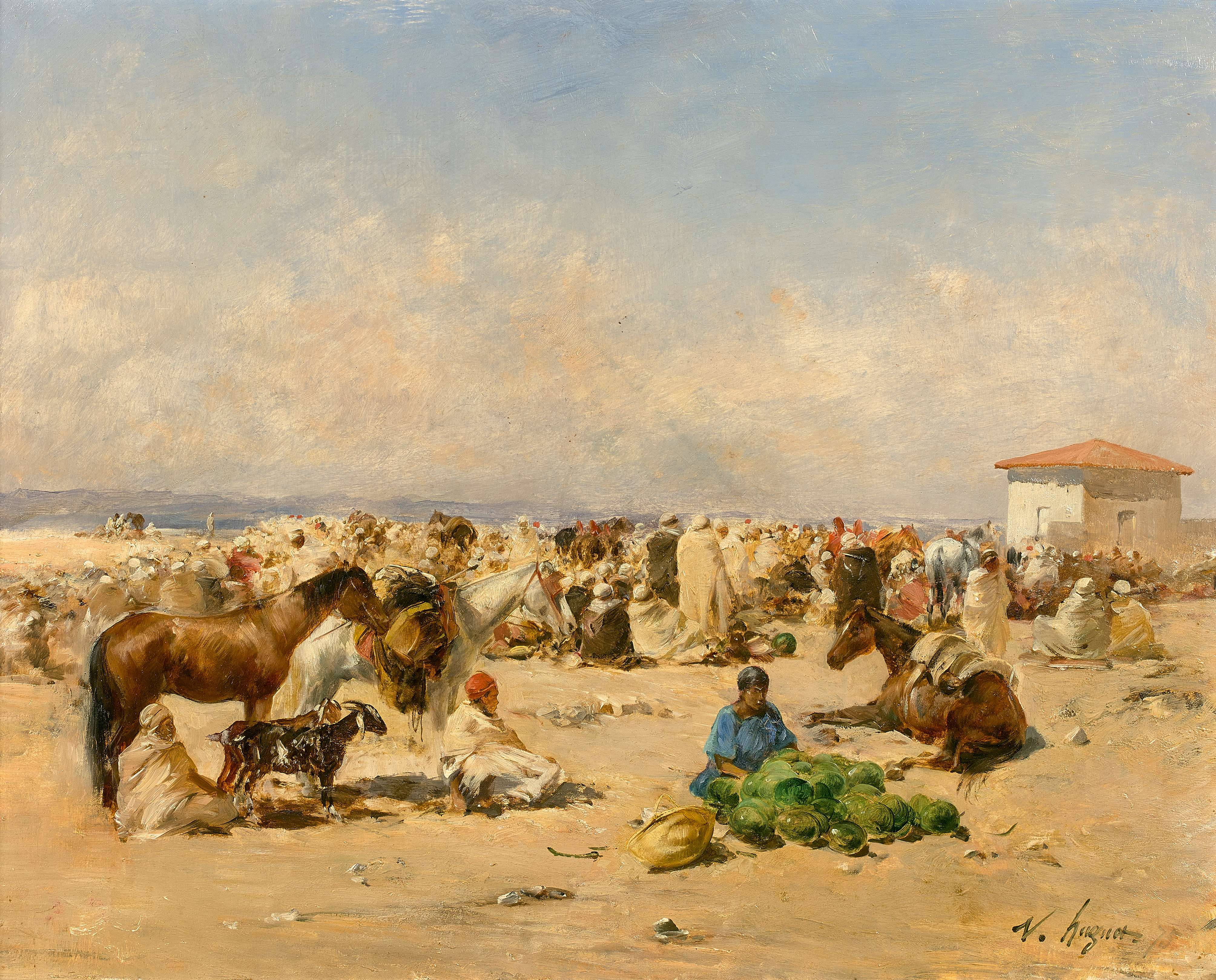
Scène de marché

Élève d’Émile Loubon à l’École des beaux-arts de Marseille, puis du peintre orientaliste Eugène Fromentin à Paris, Huguet effectue un premier voyage en Égypte en 1852 et accompagne l’année suivante le peintre de marine Jean-Baptiste Durand-Brager en Crimée.
Il débute aux Salons de Marseille et de Paris en 1859 et présente ses œuvres à partir de 1893 à la Société des peintres orientalistes français. Principale source d’inspiration pour ses œuvres, Victor Huguet effectue de nombreux voyages en Algérie, en Libye, en Égypte ou encore à Constantinople.
Au fil du temps, sa technique picturale devient de plus en plus libre avec une palette de couleurs plus lumineuse et plus riche.
Victor Huguet est mort à Paris en 1902. Ses œuvres sont conservées dans les musées de Dijon, Nîmes, Montpellier, Fécamp et Marseille.
Il repose au cimetière des Batignolles (11e division).